# Adílson
Adílson, właśc. Adílson Cândido de Souza (ur. 28 maja 1974 w Guaxupé) – piłkarz brazylijski występujący na pozycji bramkarza.

## Kariera klubowa
Karierę piłkarską Adílson rozpoczął w klubie Clube Atlético Mineiro w 1995 roku. W 1995 zdobył z Atlético mistrzostwo stanu Minas Gerais – Campeonato Mineiro. W latach 2002–2003 był zawodnikiem Botafogo Ribeirão Preto, a 2003-2004 Rio Branco Americana. W latach 2004–2012 występował w Cearze Fortaleza. Z Cearą trzykrotnie zdobył mistrzostwo stanu Ceará – Campeonato Cearense w 2005, 2011 i 2012.

## Kariera reprezentacyjna
Adílson występował w olimpijskiej reprezentacji Brazylii. W 1995 roku uczestniczył w Igrzyskach Panamerykańskich w Mar del Plata na których Brazylia odpadła w ćwierćfinale. Na turnieju Adílson wystąpił we wszystkich czterech meczach z Kostaryką, Bermudami, Chile i Hondurasem.

## Źródła
- Profil
- Profil